# Zygmunt Marjenstrass
Zygmunt Marjenstrass (ur. 24 października 1897 w Warszawie, zm. w kwietniu 1943 w Warszawie) – szachista polski, kompozytor szachowy, działacz Polskiego Związku Szachowego.

## Życiorys
W 1913 ukończył gimnazjum realne w Warszawie; dwa lata później rozpoczął studia politechniczne, przerwane następnie działaniami wojennymi. Jako ochotnik służył w Wojsku Polskim w czasie wojny z Rosją sowiecką. Jesienią 1920 powrócił do przerwanej nauki na Wydziale Budowy Maszyn Politechniki Warszawskiej, ale już dwa lata później postanowił zmienić kierunek studiów i przeniósł się na Wydział Filozoficzny Uniwersytetu Warszawskiego. Ostatecznie nie ukończył także tych studiów, zrezygnował w 1926 i podjął pracę w handlu.
Jeszcze jako student Politechniki Warszawskiej należał do Akademickiego Klubu Szachowego tej uczelni i wystąpił w dwóch potyczkach między reprezentacjami Politechniki i Uniwersytetu; w obu meczach lepsi okazali się studenci Uniwersytetu. W 1922 Marjenstrass podzielił IV-VI miejsce w pierwszych akademickich mistrzostwach Warszawy. W późniejszych latach startował w turniejach Warszawskiego Towarzystwa Zwolenników Gry Szachowej i Warszawskiego Klubu Szachistów, przeznaczonych dla zawodników II i III kategorii; w 1926 jeden z takich turniejów wygrał.
W latach międzywojennych Marjenstrass stał się bardziej znany jako problemista. Na tym polu współpracował blisko z Dawidem Przepiórką, który publikował jego zadania w "Tygodniku Ilustrowanym". Kompozycje Marjenstrassa zamieszczał także Karol Piltz w "Czynie". Marjenstrass publikował ponadto w specjalistycznych czasopismach szachowych, m.in. "Świecie Szachowym"; łącznie opracował około 30 zadań. W 1932 został laureatem I nagrody w konkursie Warszawskiego Koła Problemistów.
Od 1935 pełnił funkcję sekretarza generalnego Polskiego Związku Szachowego. Pozostał w Warszawie w latach okupacji i trafił do getta. Kilka zadań szachowych zamieścił w tym okresie na łamach „Gazety Żydowskiej”. 
Zginął w kwietniu 1943 w czasie powstania w getcie.